# Scottish FA Cup 1873/74
Der Scottish FA Cup wurde 1873/74 zum ersten Mal ausgespielt. Der wichtigste Fußball-Pokalwettbewerb im schottischen Vereinsfußball wurde vom Schottischen Fußballverband geleitet und ausgetragen. Er begann am 18. Oktober 1873 und endete mit dem Finale am 21. März 1874 im Hampden Park von Glasgow. Erster Pokalsieger wurde der FC Queen’s Park, welcher sich im Endspiel gegen den FC Clydesdale mit 2:0 durchsetzte. Beim 2:0-Sieg im Hampden Park trafen Billy MacKinnon und Robert Leckie.

## 1. Runde
Ausgetragen wurden die Begegnungen zwischen dem 18. Oktober und 8. November 1873.
|                    | Ergebnis |                  |
| ------------------ | -------- | ---------------- |
| Alexandra Athletic | 2:0      | FC Callander     |
| FC Clydesdale      | 6:0      | FC Granville     |
| FC Dumbarton       | w/o      | FC Vale of Leven |
| FC Eastern         | 4:0      | Glasgow Rovers   |
| FC Queen’s Park    | 7:0      | FC Dumbreck      |
| FC Renton          | 2:0      | FC Kilmarnock    |
| Third Lanark       | w/o      | FC Southern      |
| FC Western         | 0:1      | FC Blythswood    |

## Viertelfinale
Ausgetragen wurden die Begegnungen zwischen dem 8. November und 6. Dezember 1873. Die Wiederholungsspiele fanden zwischen dem 15. November und 6. Dezember 1873 statt.
|                    | Ergebnis |               |
| ------------------ | -------- | ------------- |
| Alexandra Athletic | 0:2      | FC Blythswood |
| FC Clydesdale      | 1:1      | Third Lanark  |
| FC Queen’s Park    | 1:0      | FC Eastern    |
| FC Renton          | 0:0      | FC Dumbarton  |

### Wiederholungsspiele
|               | Ergebnis |              |
| ------------- | -------- | ------------ |
| FC Clydesdale | 0:0      | Third Lanark |
| FC Renton     | 1:0      | FC Dumbarton |

### 2. Wiederholungsspiel
|               | Ergebnis |              |
| ------------- | -------- | ------------ |
| FC Clydesdale | 2:0      | Third Lanark |

## Halbfinale
Ausgetragen wurde das erste Spiel am 13. Dezember im Kinning Park, das zweite am 20. Dezember 1873 im Hampden Park.
|                 | Ergebnis |               |
| --------------- | -------- | ------------- |
| FC Clydesdale   | 4:0      | FC Blythswood |
| FC Queen’s Park | 2:0      | FC Renton     |

## Finale
| FC Queen’s Park                         | FC Queen’s Park | FC Clydesdale | FC Clydesdale |
| --------------------------------------- | --- | --- | ------------- |
| FC Queen’s Park                         | \| 21. März 1874 in Glasgow (Hampden Park) \| \| Ergebnis: 2:0 (0:0) \| \| Zuschauer: 2.500 \| \| Schiedsrichter: James McIntyre \| \| Spielbericht \|                 | \| 21. März 1874 in Glasgow (Hampden Park) \| \| Ergebnis: 2:0 (0:0) \| \| Zuschauer: 2.500 \| \| Schiedsrichter: James McIntyre \| \| Spielbericht \|              | FC Clydesdale |
| FC Queen’s Park                         | John Dickson – Angus MacKinnon, Charles Campbell, Thomas Lawrie, Robert Leckie, Henry McNeil, Robert Neill, Joseph Taylor, James Thomson , Billy MacKinnon, James Weir | Bob Gardner – Frederick Anderson, William Gibb, Eben Hendry, J. Kennedy, James Lang, J. McArley, John Macpherson, A. H. Raeburn, James R. Wilson, David Wotherspoon | FC Clydesdale |
| FC Queen’s Park                         | 1:0 Billy MacKinnon (70.) 2:0 Robert Leckie (??.) | | FC Clydesdale |
| 21. März 1874 in Glasgow (Hampden Park) | | |               |
| Ergebnis: 2:0 (0:0)                     | | |               |
| Zuschauer: 2.500                        | | |               |
| Schiedsrichter: James McIntyre          | | |               |
| Spielbericht                            | | |               |

## Weblink
- Scottish FA Cup 1873/74 bei der Rec.Sport.Soccer Statistics Foundation